# Лингвистический энциклопедический словарь
Лингвисти́ческий энциклопеди́ческий слова́рь (ЛЭС) — однотомный энциклопедический словарь, выпущенный в 1990 году издательством «Советская энциклопедия». Был призван «дать систематизированный свод знаний о человеческом языке, языках мира, языкознании как науке». Авторский коллектив словаря включал более 300 учёных.

## Характеристика словаря
Словарь содержит статьи о единицах языка, их взаимосвязях, языковых законах, функционировании языка в обществе, философских проблемах языкознания, теориях происхождения языка, разделах, методах и школах в языкознании, языках и группах языков, письменностях. Напротив, самостоятельных статей о лингвистах ЛЭС не содержит: имена языковедов, внёсших существенный вклад в рассмотрение тех или иных вопросов, названы в соответствующих статьях; присутствует также именной указатель исследователей, упомянутых в текстах статей, снабжённый некоторой дополнительной информацией. Словарная статья завершается библиографией.
При создании словаря редакционная коллегия руководствовалась принципом укрупнения статей, что обусловлено стремлением «избежать распылённости материала».
В рецензии на ЛЭС А. С. Герд отмечает, что в словаре «впервые столь обстоятельно собрана, описана и по-своему внутренне систематизирована вся русская терминология общего языкознания». По мнению рецензента, словарь является «подлинно научным трудом», что, однако, приводит к необходимости лингвистической эрудиции для пользования им. В числе недостатков словаря А. С. Герд называет неполноту ряда разделов словника, а также неоднородность статей: одни из них представляют различные точки зрения, другие же ограничиваются строгим изложением одной из них; автор рецензии считает предпочтительным второй подход.

## Редакционная коллегия
Главный редактор словаря — член-корр. РАН В. Н. Ярцева. В редакционную коллегию также вошли член-корр. РАН В. А. Виноградов и к.фил.н. И. К. Сазонова (заместители главного редактора), Т. А. Ганиева (ответственный секретарь), член-корр. РАН Н. Д. Арутюнова, д.фил.н. В. Г. Гак, акад. Т. В. Гамкрелидзе, д.и.н. И. М. Дьяконов, член-корр. РАН Ю. Н. Караулов, д.фил.н. Г. А. Климов, д.фил.н. Г. В. Колшанский, член-корр. РАН В. М. Солнцев, акад. Г. В. Степанов, акад. Ю. С. Степанов.

## Издания
Первое издание словаря увидело свет в 1990 году (тираж 150 000 экз.; ISBN 5-85270-031-2). В 1998 году был издан репринт первого издания под названием «Языкознание. Большой энциклопедический словарь» (ISBN 5-85270-307-9).
Второе издание словаря вышло в издательстве «Большая Российская энциклопедия» в 2002 году (тираж 3000 экз.; ISBN 5-85270-239-0). Во втором издании имеется приложение, которое включает статьи, по разным причинам не вошедшие в первое, дополнительную библиографию к статьям основного корпуса и список опечаток.
В 2008 году «Лингвистический энциклопедический словарь» был издан на CD-ROM издательством «DirectMedia».

## Награды
В 1995 году основные авторы и редакторы энциклопедии были удостоены Государственной премии в области науки и техники. Лауреатами премии стали Н. Д. Арутюнова, В. А. Виноградов, Г. А. Климов, В. П. Нерознак, В. М. Солнцев, Ю. С. Степанов, В. Н. Ярцева и И. К. Сазонова.